# Амблевиль (Иль-де-Франс)
Амблевиль (фр. Ambleville) — муниципалитет во Франции, в регионе Иль-де-Франс, департамент Валь-д'Уаз. Население — 350 человек (1999).
Муниципалитет расположен на расстоянии около 60 км северо-западнее Парижа, 30 км северо-западнее Сержи.

## Демография
Динамика населения (Cassini и INSEE):